# Лажем
Лажем је први студијски албум певачице Романе Панић. Албум је сниман у периоду од јула до децембара 1999 у студију Жељка Јоксимовића студио IQ, издат је исте године за издавачку кућу City Records. Текстове песама су написали: Цеца Славковић, Радмила Мудринић, Милош Смиљанић, Милорад Петрић Жућа и Леонтина Вукомановић.

## Списак песама
| №  | Назив                      | Трајање |  |
| 1. | Лажем                      | 4:08    |  |
| 2. | Права жена                 | 3:31    |  |
| 3. | Слатко, најслађе           | 3:52    |  |
| 4. | Бришем сузе                | 4:41    |  |
| 5. | Ех, кад би била            | 3:57    |  |
| 6. | Tо није моја прича         | 3:39    |  |
| 7. | Још увијек                 | 4:15    |  |
| 8. | Ја ноћас умирем            | 3:43    |  |
| 9. | То није моја прича (remix) | 3:56    |  |